# Rozkiszna
Rozkiszna (ukr. Розкішна) – wieś na Ukrainie, w obwodzie kijowskim, w rejonie białocerkiewskim, w hromadzie Stawyszcze. W 2001 liczyła 3264 mieszkańców, spośród których 3209 wskazało jako ojczysty język ukraiński, 47 rosyjski, 1 mołdawski, 1 białoruski, 5 ormiański, a 1 inny.